# Unione Calcio AlbinoLeffe 1998-1999
Questa voce raccoglie le informazioni riguardanti l'Unione Calcio AlbinoLeffe nelle competizioni ufficiali della stagione 1998-1999.

## Stagione
Nel 1998-1999 l'AlbinoLeffe ha esordito nel campionato professionistico di Serie C2 girone A, classificandosi al secondo posto dietro al Pisa, con 58 punti gli stessi del Mantova e del Prato. Ammesso ai play-off, in semifinale contro lo Spezia perde 1-0 in Liguria e vince il ritorno con uguale punteggio per 1-0 in casa: i lombardi passano in finale, perché, a parità di gol fatti e subiti, si erano meglio classificati nella regular season rispetto allo Spezia. Nella finale disputata a Modena vince 1-0 sul Prato, conquistando la promozione in Serie C1.
In Coppa Italia Serie C si classifica al primo posto con 8 punti nel girone C eliminatorio davanti al Como. Ai sedicesimi di finale supera l'Alzano Virescit (pareggia 2-2 in casa, vince 1-0 al ritorno). Viene eliminata agli ottavi dalla Pro Vercelli (perde 2-1 in casa, e pareggia 0-0 al ritorno in trasferta).

## Rosa
| N. |                   | Ruolo | Calciatore          |
| -- | ----------------- | ----- | ------------------- |
|    | Italia (bandiera) | P     | Fabio Carrara       |
|    | Italia (bandiera) | P     | Emanuele Guercilena |
|    | Italia (bandiera) | P     | Renato Redaelli     |
|    | Italia (bandiera) | D     | Giuseppe Biava      |
|    | Italia (bandiera) | D     | Renato Marchesi     |
|    | Italia (bandiera) | D     | Giuseppe Mosa       |
|    | Italia (bandiera) | D     | Ivan Pelati         |
|    | Italia (bandiera) | D     | Roberto Remonti     |
|    | Italia (bandiera) | D     | Alessandro Terzi    |
|    | Italia (bandiera) | D     | Damiano Sonzogni    |
|    | Italia (bandiera) | C     | Ivan Del Prato      |
|    | Italia (bandiera) | C     | Marco Bolis         |

| N. |                   | Ruolo | Calciatore               |
| -- | ----------------- | ----- | ------------------------ |
|    | Italia (bandiera) | C     | Alessandro Bosetti       |
|    | Italia (bandiera) | C     | Stefano Lecchi           |
|    | Italia (bandiera) | C     | Giacomo Mignani          |
|    | Italia (bandiera) | C     | Vincenzo Mirabile        |
|    | Italia (bandiera) | C     | Giovanni Motta           |
|    | Italia (bandiera) | C     | Mirco Poloni             |
|    | Italia (bandiera) | C     | Cristian Raimondi        |
|    | Italia (bandiera) | C     | Pierangelo Zanini        |
|    | Italia (bandiera) | A     | Giovanni Bonavita        |
|    | Italia (bandiera) | A     | Emil Zubin               |
|    | Italia (bandiera) | A     | Giovanni Di Sabato       |
|    | Italia (bandiera) | A     | Massimiliano Maffioletti |

## Risultati

### Serie C2

#### Girone di andata
| 6 settembre 1998 1ª giornata | Sanremese | 1 – 0 | AlbinoLeffe |  |

| 13 settembre 1998 2ª giornata | AlbinoLeffe | 1 – 2 | Pisa |  |

| 20 settembre 1998 3ª giornata | AlbinoLeffe | 1 – 0 | Pro Patria |  |

| 27 settembre 1998 4ª giornata | Voghera | 2 – 3 | AlbinoLeffe |  |

| 4 ottobre 1998 5ª giornata | AlbinoLeffe | 0 – 3 | Pro Vercelli |  |

| 11 ottobre 1998 6ª giornata | Alessandria | 3 – 1 | AlbinoLeffe |  |

| 18 ottobre 1998 7ª giornata | AlbinoLeffe | 3 – 0 | Pro Sesto |  |

| 25 ottobre 1998 8ª giornata | Fiorenzuola | 0 – 0 | AlbinoLeffe |  |

| 1º novembre 1998 9ª giornata | AlbinoLeffe | 1 – 1 | Novara |  |

| 8 novembre 1998 10ª giornata | Prato | 0 – 0 | AlbinoLeffe |  |

| 22 novembre 1998 11ª giornata | AlbinoLeffe | 3 – 1 | Biellese |  |

| 29 novembre 1998 12ª giornata | Viareggio | 1 – 0 | AlbinoLeffe |  |

| 6 dicembre 1998 13ª giornata | AlbinoLeffe | 2 – 1 | Cremapergo |  |

| 13 dicembre 1998 14ª giornata | Borgosesia | 0 – 0 | AlbinoLeffe |  |

| 20 dicembre 1998 15ª giornata | AlbinoLeffe | 1 – 1 | Mantova |  |

| 23 dicembre 1998 16ª giornata | Spezia | 3 – 1 | AlbinoLeffe |  |

| 6 gennaio 1999 17ª giornata | AlbinoLeffe | 2 – 0 | Pontedera |  |

#### Girone di ritorno
| 10 gennaio 1999 18ª giornata | AlbinoLeffe | 1 – 1 | Sanremese |  |

| 17 gennaio 1999 19ª giornata | Pisa | 3 – 1 | AlbinoLeffe |  |

| 17 gennaio 1999 20ª giornata | Pro Patria | 1 – 0 | AlbinoLeffe |  |

| 31 gennaio 1999 21ª giornata | AlbinoLeffe | 1 – 0 | Voghera |  |

| 7 febbraio 1999 22ª giornata | Pro Vercelli | 1 – 1 | AlbinoLeffe |  |

| 14 febbraio 1999 23ª giornata | AlbinoLeffe | 2 – 0 | Alessandria |  |

| 28 febbraio 1999 24ª giornata | Pro Sesto | 1 – 1 | AlbinoLeffe |  |

| 7 marzo 1999 25ª giornata | AlbinoLeffe | 3 – 1 | Fiorenzuola |  |

| 14 marzo 1999 26ª giornata | Novara | 1 – 2 | AlbinoLeffe |  |

| 21 marzo 1999 27ª giornata | AlbinoLeffe | 2 – 1 | Prato |  |

| 28 marzo 1999 28ª giornata | Biellese | 1 – 1 | AlbinoLeffe |  |

| 11 aprile 1999 29ª giornata | AlbinoLeffe | 2 – 1 | Viareggio |  |

| 18 aprile 1999 30ª giornata | Cremapergo | 0 – 1 | AlbinoLeffe |  |

| 25 aprile 1999 31ª giornata | AlbinoLeffe | 2 – 1 | Borgosesia |  |

| 2 maggio 1999 32ª giornata | Mantova | 2 – 2 | AlbinoLeffe |  |

| 9 maggio 1999 33ª giornata | AlbinoLeffe | 1 – 0 | Spezia |  |

| 16 maggio 1999 34ª giornata | Pontedera | 1 – 2 | AlbinoLeffe |  |

#### Play-off
| La Spezia 30 maggio 1999 Semifinale - Andata | Spezia | 1 – 0 | AlbinoLeffe |  |

| Leffe 6 giugno 1999 Semifinale - Ritorno | AlbinoLeffe | 1 – 0 | Spezia |  |

| Modena 13 giugno 1999 Finale                | AlbinoLeffe | 1 – 0 | Prato |  |
| \| \| \| \| \| Di Sabato \| Marcatori \| \| |             |       |       |  |
|                                             |             |       |       |  |
| Di Sabato                                   | Marcatori   |       |       |  |

### Coppa Italia Serie C

#### Fase eliminatoria a gironi
| 23 agosto 1998 1ª giornata | Lecco | 1 – 2 | AlbinoLeffe |  |

| 26 agosto 1998 2ª giornata | AlbinoLeffe | 1 – 1 | Lecco |  |

| 30 agosto 1998 3ª giornata | Cremapergo | 0 – 1 | AlbinoLeffe |  |

| 9 settembre 1998 4ª giornata | AlbinoLeffe | 1 – 1 | Como |  |

#### Fase ad eliminazione diretta
| 28 ottobre 1998 Sedicesimi di finale - Andata | AlbinoLeffe | 2 – 2 | Alzano Virescit |  |

| 11 novembre 1998 Sedicesimi di finale - Ritorno | Alzano Virescit | 0 – 1 | AlbinoLeffe |  |

| 8 dicembre 1998 Ottavi di finale - Andata | AlbinoLeffe | 1 – 2 | Pro Vercelli |  |

| 20 gennaio 1999 Ottavi di finale - Ritorno | Pro Vercelli | 0 – 0 | AlbinoLeffe |  |

## Statistiche

### Statistiche di squadra
| Competizione         | Punti | In casa | In casa | In casa | In casa | In casa | In casa | In trasferta | In trasferta | In trasferta | In trasferta | In trasferta | In trasferta | Totale | Totale | Totale | Totale | Totale | Totale | DR  |
| Competizione         | Punti | G       | V       | N       | P       | Gf      | Gs      | G            | V            | N            | P            | Gf           | Gs           | G      | V      | N      | P      | Gf     | Gs     | DR  |
| -------------------- | ----- | ------- | ------- | ------- | ------- | ------- | ------- | ------------ | ------------ | ------------ | ------------ | ------------ | ------------ | ------ | ------ | ------ | ------ | ------ | ------ | --- |
| Serie C2             | 58    | 17      | 12      | 3       | 2       | 28      | 14      | 17           | 4            | 7            | 6            | 16           | 21           | 34     | 16     | 10     | 8      | 44     | 35     | +9  |
| Play-off             |       | 1       | 1       | 0       | 0       | 1       | 0       | 1            | 0            | 0            | 1            | 0            | 1            | 3      | 2      | 0      | 1      | 2      | 1      | +1  |
| Coppa Italia Serie C | 8     | 4       | 0       | 3       | 1       | 5       | 6       | 4            | 3            | 1            | 0            | 4            | 1            | 8      | 3      | 4      | 1      | 9      | 7      | +2  |
| Totale               |       | 22      | 13      | 6       | 3       | 34      | 20      | 22           | 7            | 8            | 7            | 20           | 23           | 45     | 21     | 14     | 10     | 55     | 43     | +12 |

### Statistiche dei giocatori
| Giocatore      | Serie C2 | Serie C2 | Coppa Italia Serie C | Coppa Italia Serie C | Totale   | Totale |
| Giocatore      | Presenze | Reti     | Presenze             | Reti                 | Presenze | Reti   |
| -------------- | -------- | -------- | -------------------- | -------------------- | -------- | ------ |
| F. Carrara     | ?        | 0        | ?                    | ?                    | ?        | 0+     |
| E. Guercilena  | 0        | -0       | ?                    | ?                    | 0+       | 0+     |
| R. Redaelli    | 34       | -35      | ?                    | ?                    | 34+      | -35+   |
| G. Biava       | ?        | 0        | ?                    | ?                    | ?        | 0+     |
| R. Marchesi    | ?        | 0        | ?                    | ?                    | ?        | 0+     |
| G. Mosa        | ?        | 1        | ?                    | ?                    | ?        | 1+     |
| I. Pelati      | ?        | 2        | ?                    | ?                    | ?        | 2+     |
| R. Remonti     | 7        | 0        | ?                    | ?                    | 7+       | 0+     |
| A. Terzi       | 10       | 0        | ?                    | ?                    | 10+      | 0+     |
| D. Sonzogni    | 34       | 1        | ?                    | ?                    | 34+      | 1+     |
| I. Del Prato   | 32       | 3        | ?                    | ?                    | 32+      | 3+     |
| M. Bolis       | 28       | 2        | ?                    | ?                    | 28+      | 2+     |
| A. Bosetti     | 2        | 0        | ?                    | ?                    | 2+       | 0+     |
| S. Lecchi      | 7        | 0        | ?                    | ?                    | 7+       | 0+     |
| V. Mirabile    | ?        | 5        | ?                    | ?                    | ?        | 5+     |
| G. Motta       | ?        | 0        | ?                    | ?                    | ?        | 0+     |
| M. Poloni      | 30       | 2        | ?                    | ?                    | 30+      | 2+     |
| C. Raimondi    | ?        | 0        | ?                    | ?                    | ?        | 0+     |
| P. Zanini      | ?        | 1        | ?                    | ?                    | ?        | 1+     |
| G. Bonavita    | ?        | 10       | ?                    | ?                    | ?        | 10+    |
| E. Zubin       | ?        | 1        | ?                    | ?                    | ?        | 1+     |
| G. Di Sabato   | ?        | 1        | ?                    | ?                    | ?        | 1+     |
| M. Maffioletti | ?        | 11       | ?                    | ?                    | ?        | 11+    |